# Municipio de Patoka (condado de Gibson)
El municipio de Patoka (en inglés: Patoka Township) es un municipio ubicado en el condado de Gibson en el estado estadounidense de Indiana. En el año 2010 tenía una población de 11864 habitantes y una densidad poblacional de 66,46 personas por km².

## Geografía
El municipio de Patoka se encuentra ubicado en las coordenadas 38°20′59″N 87°35′16″O / 38.34972, -87.58778. Según la Oficina del Censo de los Estados Unidos, el municipio tiene una superficie total de 178.5 km², de la cual 177.38 km² corresponden a tierra firme y (0.63%) 1.12 km² es agua.

## Demografía
Según el censo de 2010, había 11864 personas residiendo en el municipio de Patoka. La densidad de población era de 66,46 hab./km². De los 11864 habitantes, el municipio de Patoka estaba compuesto por el 91.48% blancos, el 4.22% eran afroamericanos, el 0.2% eran amerindios, el 0.63% eran asiáticos, el 0.03% eran isleños del Pacífico, el 0.78% eran de otras razas y el 2.66% pertenecían a dos o más razas. Del total de la población el 1.91% eran hispanos o latinos de cualquier raza.